# مادورودام

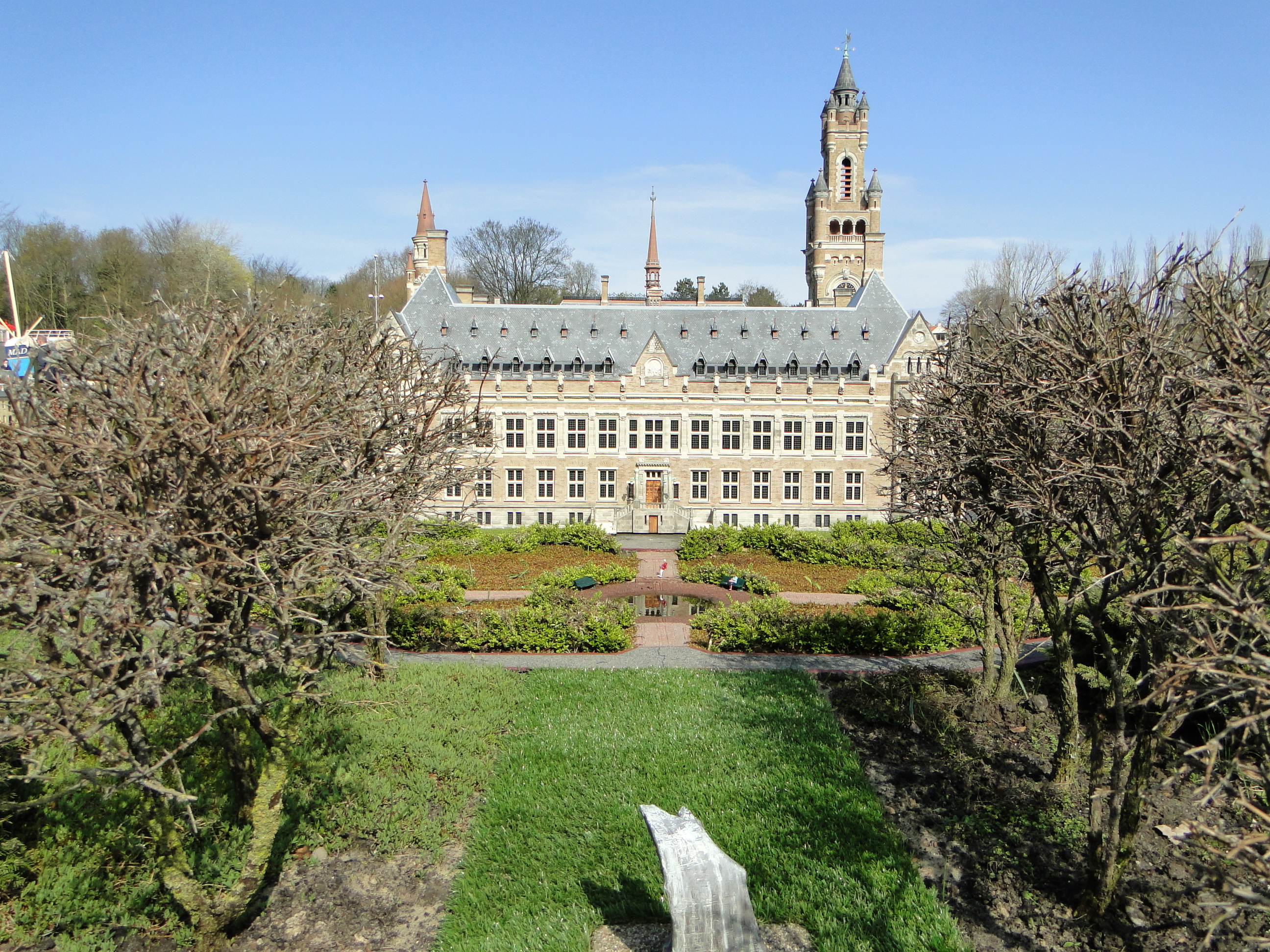
مادورودام

مادورودام (بالهولندية: Madurodam) هي حديقة مصغرة ومنطقة جذب سياحي في منطقة شيفنينغن في مدينة لاهاي في هولندا. تحتوي الحديقة على مجموعة من نطاق النماذج طبق الأصل المصغرة 25 مرة لمعالم هولندية شهيرة ومدن تاريخية وإنشاءات كبيرة. افتتحت الحديقة في عام 1952، وزارها منذ الافتتاح الملايين من الزوار. تذهب العائدات من الحديقة تذهب إلى عدة جمعيات خيرية في هولندا. في عام 2012، احتفلت مادورودام بالذكرى ال60 لتأسيسها.

## التسمية

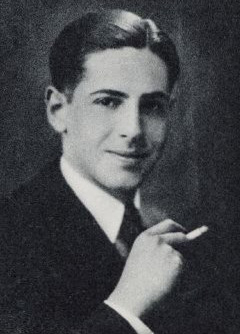
جورج مادورو (1916-1945)، التي سميت الحديقة باسمه

أطلق على الحديقة اسم مادورودام نسبة لجورج مادورو، وهو طالب قانون يهودي من كوراساو حارب قوات الاحتلال النازية مع المقاومة الهولندية وتوفي في معسكر داخاو في عام 1945. في عام 1946، تم منح مادورو بعد مماته وسام فارس من الدرجة الرابعة من وسام ويليام العسكري، أقدم وأسمى وسام عسكري في مملكة هولندا، لبسالته في معركة هولندا ضد القوات الألمانية.

## التاريخ

### فكرة الحديقة
كانت السيدة ب. بون-فان دير ستارب عضوا في مؤسسة لمصحة الطلاب الهولنديين. في هذه المصحة، أتيح للطلاب الذين عانوا من السل الحصول على العلاج والدراسة في آن واحد. كانت المصحة تحتاج للدعم المالي لدفع ثمن النقاهة والرعاية. سمعت السيدة بون-فان دير ستارب سمعت عن بيكونسكوت، وهي حديقة مصغرة في بيكونزفيلد، إنجلترا، والتي كانت تدر أرباحا كبيرة، يتم التبرع بجزء كبير منها إلى مستشفى في لندن كل عام.
بعد اجتماع مع السيدة بون-فان دير ستارب، تبرع والدا جورج مادورو بالأموال اللازمة لمشروع إنشاء مادورودام كنصب تذكاري لابنهما. تم تعيين س. ج. بوما كمهندس لمادورودام الذي زار بيكنسكوت لأن السيدة بون-فان دير ستارب أرادت أن تكون الحديقة الجديدة مماثلة لها. بعد زيارته وضع مخططا لمادورودام وأعطاها شعار: Het stadje met de glimlach («المدينة الصغيرة ذات الابتسامة»).

### العمدة ومجلس المدينة

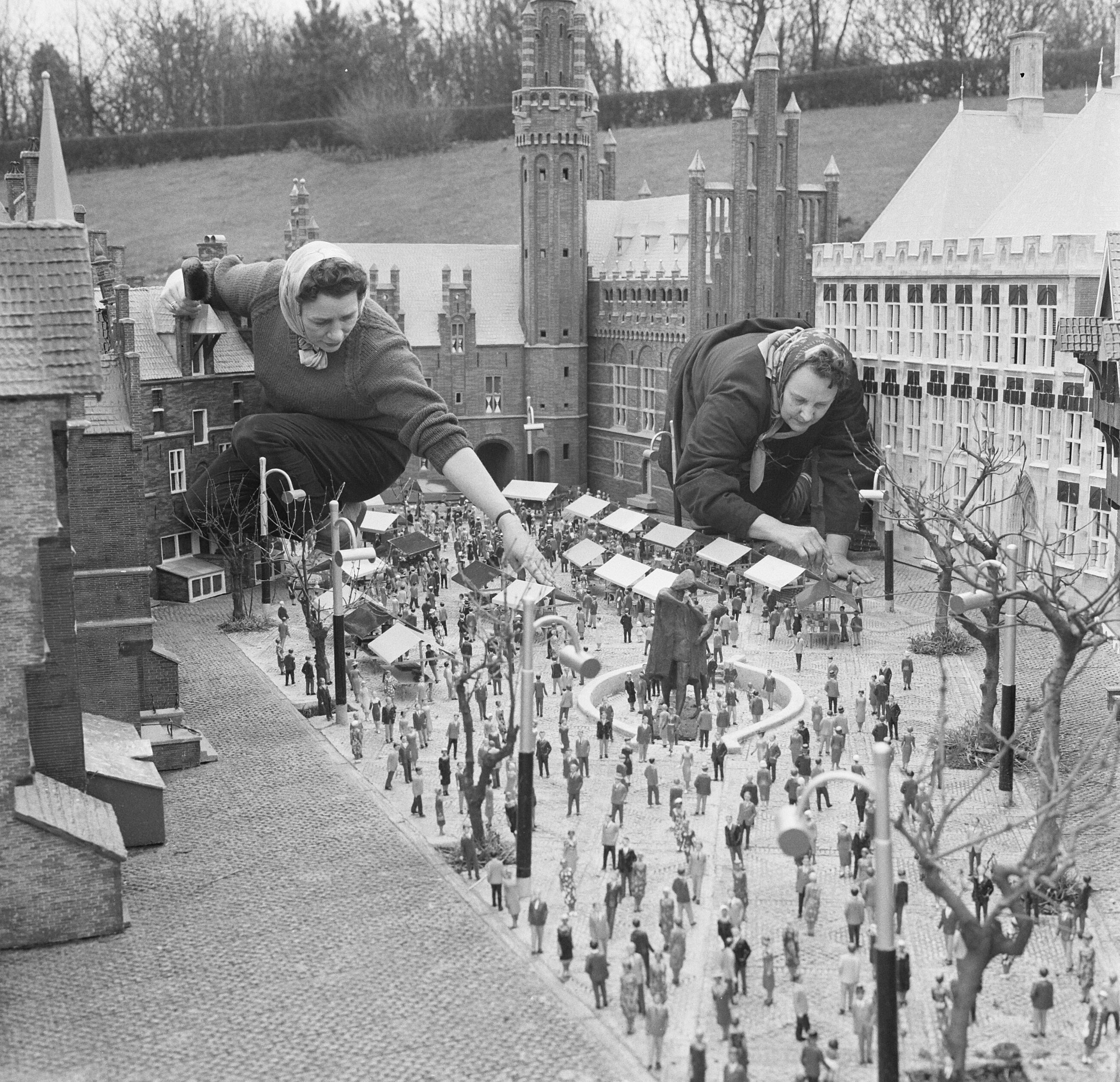
Madurodam in 1964

في يوليو 1952، ثم عينت الأميرة بياتريكس المراهقة عمدة لمادورودام، وأعطيت جولة في بلدتها. عندما أصبحت بياتريكس ملكة، تنازلت عن هذا المنصب. بعد استقالتها، نشأ تقليد جديد حيث يختار مجلس المدينة المحافظ من بين أعضائه سنويا. جميع أعضاء مجلس الشباب هم من طلاب لاهاي. في كل عام ترشح مدارس لاهاي طلابا للمشاركة في مجلس الشباب.
أعضاء مجلس الشباب هم أيضا أعضاء في لجنة الإنفاق في مادورودام التي تدير الجمعيات الخيرية. لمادورودام صندوق خاص يقدم الدعم المالي لمؤسسات تنظم أنشطة للشباب.

### التجديدات

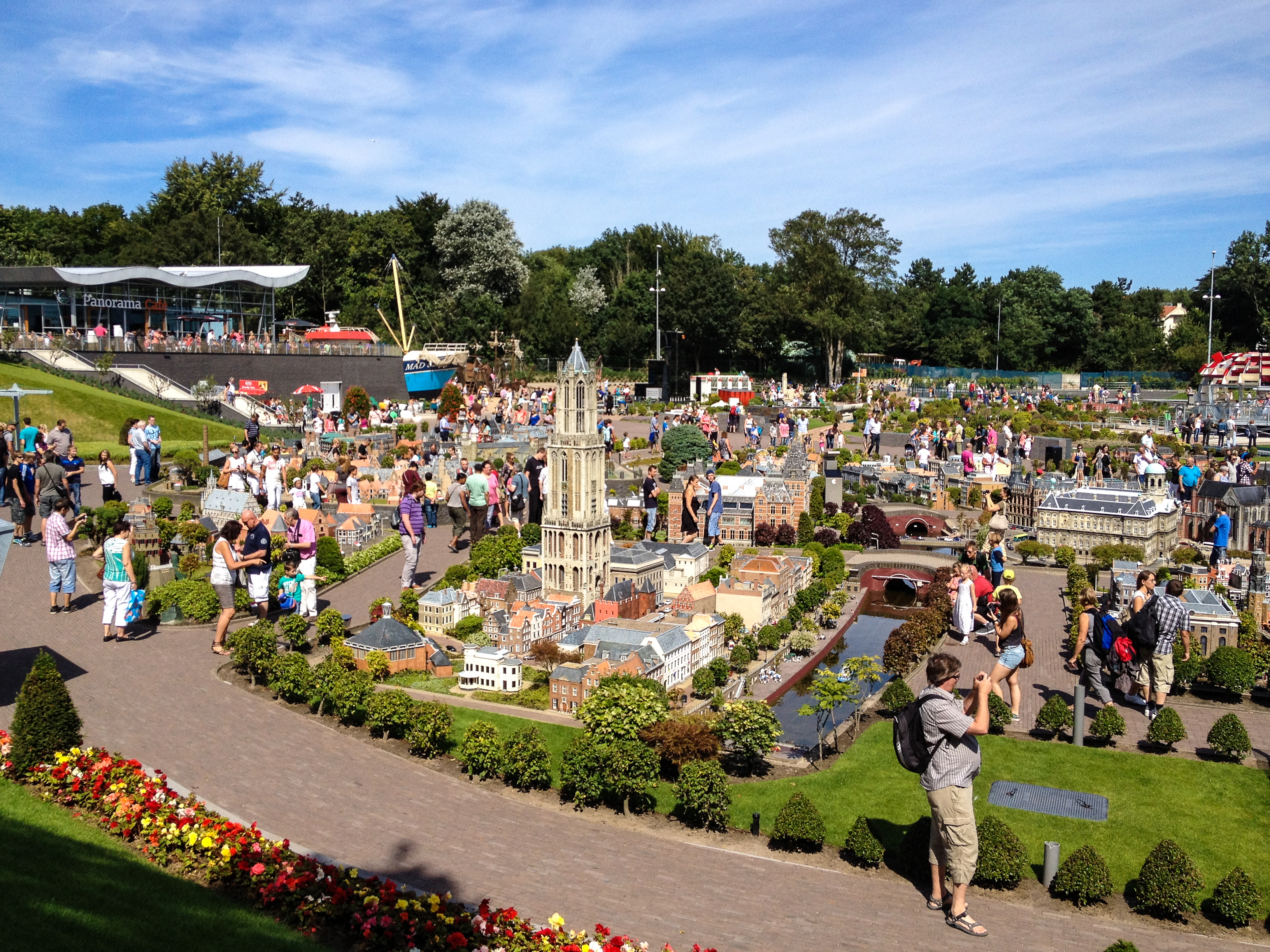
مادورودام في أغسطس 2012

في عام 2011، أظهرت البحوث انخفاض الاهتمام العام مما دفع إدارة الحديقة إلى الاستثمار في أعمال تحديث واسعة النطاق بتكلفة 8 ملايين يورو في الذكرى ال60 للحديقة. تم إغلاق الحديقة للعامة بين نوفمبر 2011 وأبريل 2012 لأغراض التحديث.
تقسم الحديقة حاليا إلى ثلاثة محاور: الماء كصديق وكعدو، والمدن التاريخية، وهولندا مصدر إلهام للعالم. يقدم كل محور أنشطة مختلفة: من عروض ضوئية إلى مزج الموسيقى. حول الحديقة، هناك فتحات تقبل العملات المعدنية تؤدي إلى تحريك الجسور والمصانع أو ناقلة نفط مشتعلة. تمت إضافة تحسينات جمالية كما تم تطوير المحتوى المعلوماتي. هناك شاشات تلفزيون صغيرة تعرض لقطات فيديو قصيرة أو معلومات متعمقة. يتلقى الزوار بطاقات مع رقيقة إلكترونية عند المدخل لتشغيل هذه الشاشات.
في 7 أبريل 2012، فتحت مادورودام أبوابها للجمهور مرة أخرى. أما الافتتاح الرسمي، فحصل في 21 أبريل 2012 بحضور الملكة السابقة بياتريكس.

## الحديقة

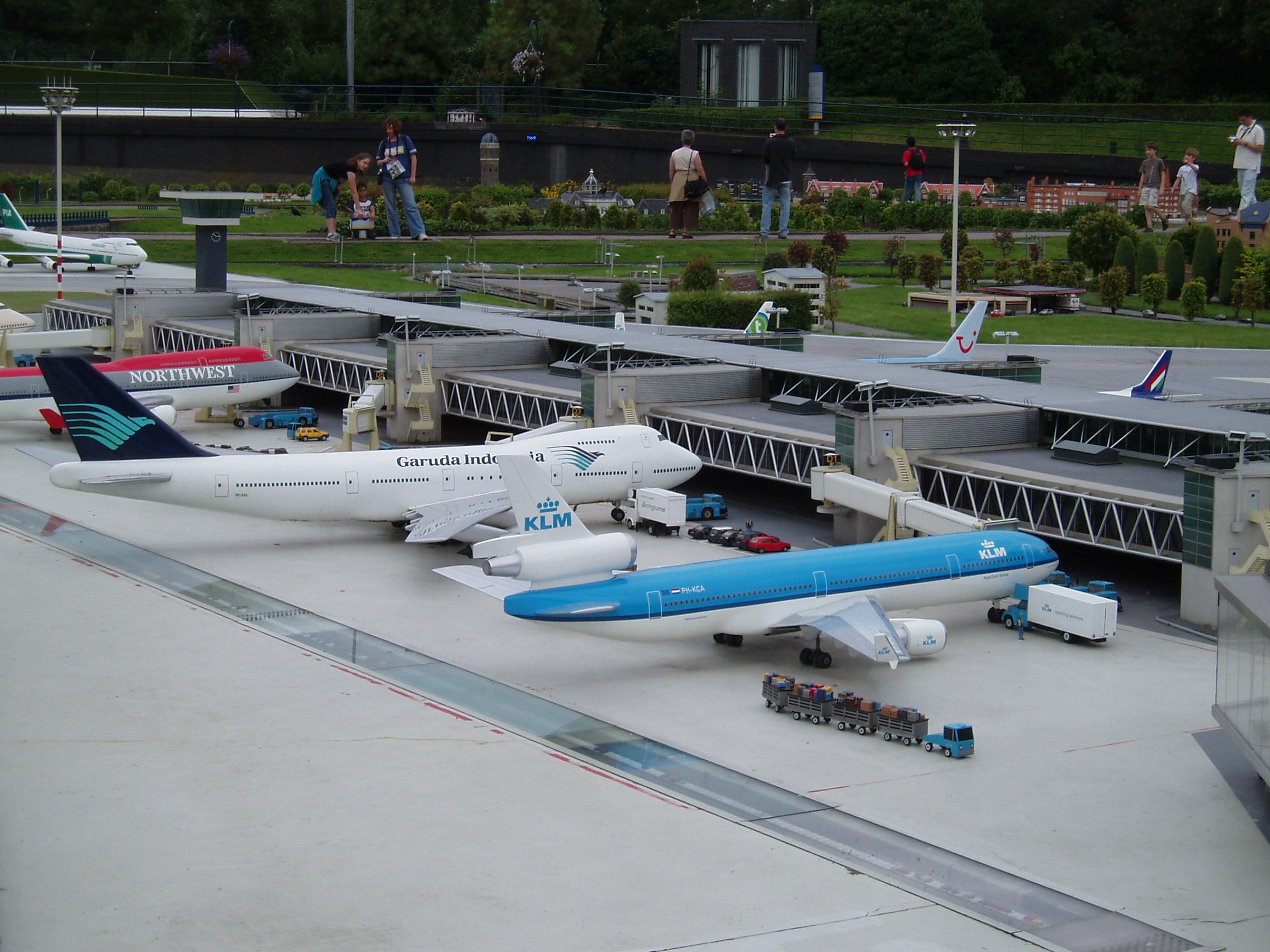
طائرات مصغرة في نموذج لمطار شخيبول في 2007

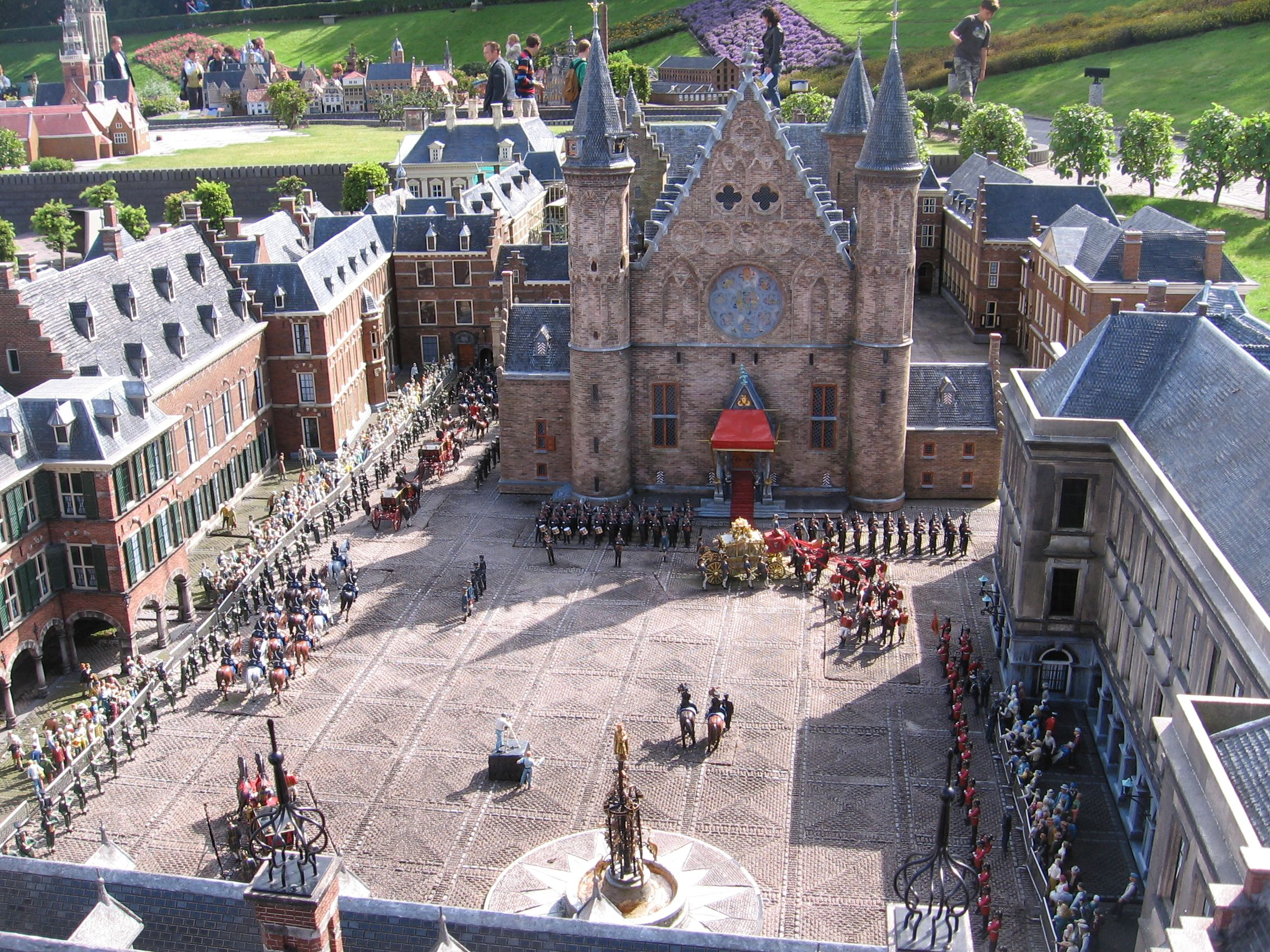
نموذج بيننهوف في لاهاي في يوم الأمير في عام 2007

### النمذجة
تم تصغير كل النماذج في مادورودام 25 مرة عن الأصل. عندما تقرر الإدارة إضافة نموذج مصغر لمادورودام، يتم في البداية بحث جميع نواحى المبنى الفعلي، كالشكل واللون وسائر الخصائص من خلال تحليل العديد من الصور. بعد ذلك يبدأ صنع النماذج. يقيس جهاز حاسوب كل شيء ويرسل جميع البيانات لجهاز يصنع النموذج. بعد ذلك، ينقل النموذج إلى غرفة الرسم، حيث يتخذ شكله النهائي. تحصل ترميمات المجسمات القديمة في غرفة الرسم أيضا، لأن معظم هذه المجسمات تجلس هي في الخارج، فهي تحتاج لإعادة طلاء بشكل دوري.

### الواقعية
تسعى مادورودام لإظهار شكل مصغر واقعي لهولندا. كل العروض في الحديقة مصغرة، بما في ذلك النباتات وزينة الشوارع. يأخذ أنتاج أشجار مصغرا وقتا طويلا. كما يوجد الكثير من الناس المصغرين حول المباني. تظهر المجسمات الحياة الواقعية للشعب الهولندي. يتغير «السكان» مع تغيير الطقس، ففي فصل الشتاء يرتدون السترات والملابس الدافئة، أما في فصل الصيف فيلبسون القمصان. أصبح «سكان» مادورودام متنوعو الثقافات، يشملون المهاجرين من دول أخرى، مما يعكس واقع الحياة في هولندا.

### المباني والهياكل
على الرغم من أن مادورودام هي بالأساس مدينة مصغرة، هناك أيضا مجموعة من المعالم الهولندية وسط المناظر الطبيعية. وتشمل:
- ريكسموزيوم (المتحف الوطني)
- بيننهوف (مقر الحكومة)
- مطار سخيبول أمستردام، المطار الدولي الرئيسي في هولندا
- ميناء روتردام، ثالث أكبر ميناء في العالم
- منازل القناة الهولندية التقليدية
- حقول التوليب
- طواحين الهواء

### المحكمة الهولندية
بخلاف بقية الحديقة، مجسم المحكمة الهولندية (Hof van Nederland) ليس مصغرا، بل بني بالحجم الحقيقي. فيه شرح لبدايات هولندا في عام 1572 وهو مستوحى من مبنى المحكمة الهولندية في  دوردريخت وتم افتتاحه في 19 يوليو 2015.

## مصدر الإلهام
شكلت الحديقة مصدر إلهام ل«أرض القصص»، التي افتتحت في ديزني لاند في عام 1956 وفي ديزني لاند باريس في عام 1994. بالإضافة إلى ذلك، كانت زيارة مادورودام هي التي ألهمت فرناندو دي إكريلا آيستاران للترويج لفكرة بناء مشروع كاتالونيا المصغرة، أحد أكبر الحدائق المصغرة في العالم الذي افتتح في إقليم كاتالونيا في إسبانيا في عام 1983.

## وصلات خارجية
- الموقع الرسمي